# 四人の哲学者
『四人の哲学者』（よにんのてつがくしゃ、伊: Quattro filosofi、英: The Four Philosophers）は、フランドルのバロック期の巨匠ピーテル・パウル・ルーベンスが1611-1612年に板上に油彩で制作した肖像画である。1772年のヨハン・ゾファニーの絵画『ウフィツィのトリブーナ』 (ロイヤル・コレクション、ウィンザー城) に表されている絵画のうちの1点で、18世紀末までにピッティ宮殿に移された。作品はナポレオン戦争中に略奪され、1800年にパリに持ち去られたが、1815年にフィレンツェに返還された。現在、パラティーナ美術館に所蔵されている。

## 作品
この絵画は、ユストゥス・リプシウスが創設した新ストア学派の哲学の運動と関連している。彼は自身の3人の弟子とともに描かれている。左から右へ、本作を制作した画家ピーテル・パウル・ルーベンス、ルーベンスの兄で本作が制作される前 (1611年) に死去したフィリップ・ルーベンス、ユストゥス・リプシウス、ヨアネス・ウォフェリウスである。リプシウスを描くために、ルーベンスはアブラハム・ヤンセンスの手になるリプシウスの肖像画を参照した。
人物たちの背後の壁龕には、ピーテル・パウル・ルーベンスが所有していたセネカ (ストア学派の代表の1人) の胸像があるが、この胸像は現在、セネカではなく、古代ギリシアの詩人ヘシオドスを表した、ヘレニズム時代の想像による肖像であると考えられている。
胸像の傍らには、花瓶に生けられた4本のチューリップが描かれている。そのうちの2本は開ききっており、すでに逝去したリプシウス (1606年没) とフィリップを象徴していると考えられる。『四人の哲学者』は『画家の兄フィリップ・ルーベンス』 (デトロイト美術館) 同様、ルーベンスが兄の死を悼んで制作したと考えられる。
背景に見えるローマのパラティーノの遺跡は、本作が幅広い意味で古代文化にオマージュを捧げていることを示しており、ルーベンスの時代に失われたヘレニズム・ローマ時代の栄光が復活したことを象徴している。

## ギャラリー

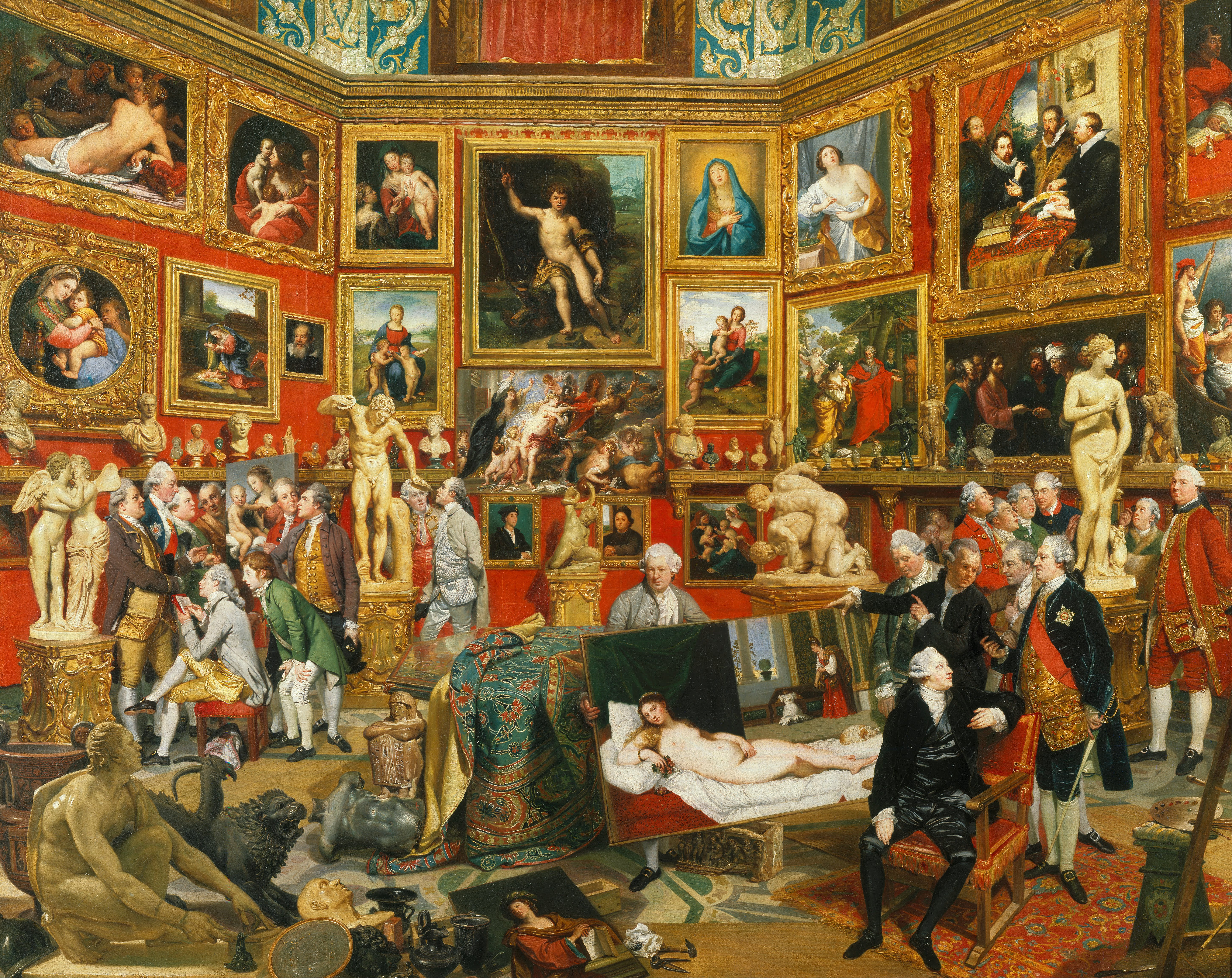
ヨハン・ゾファニー『ウフィツィのトリブーナ（英語版）』 (1772年)、ロイヤル・コレクション、ウィンザー城
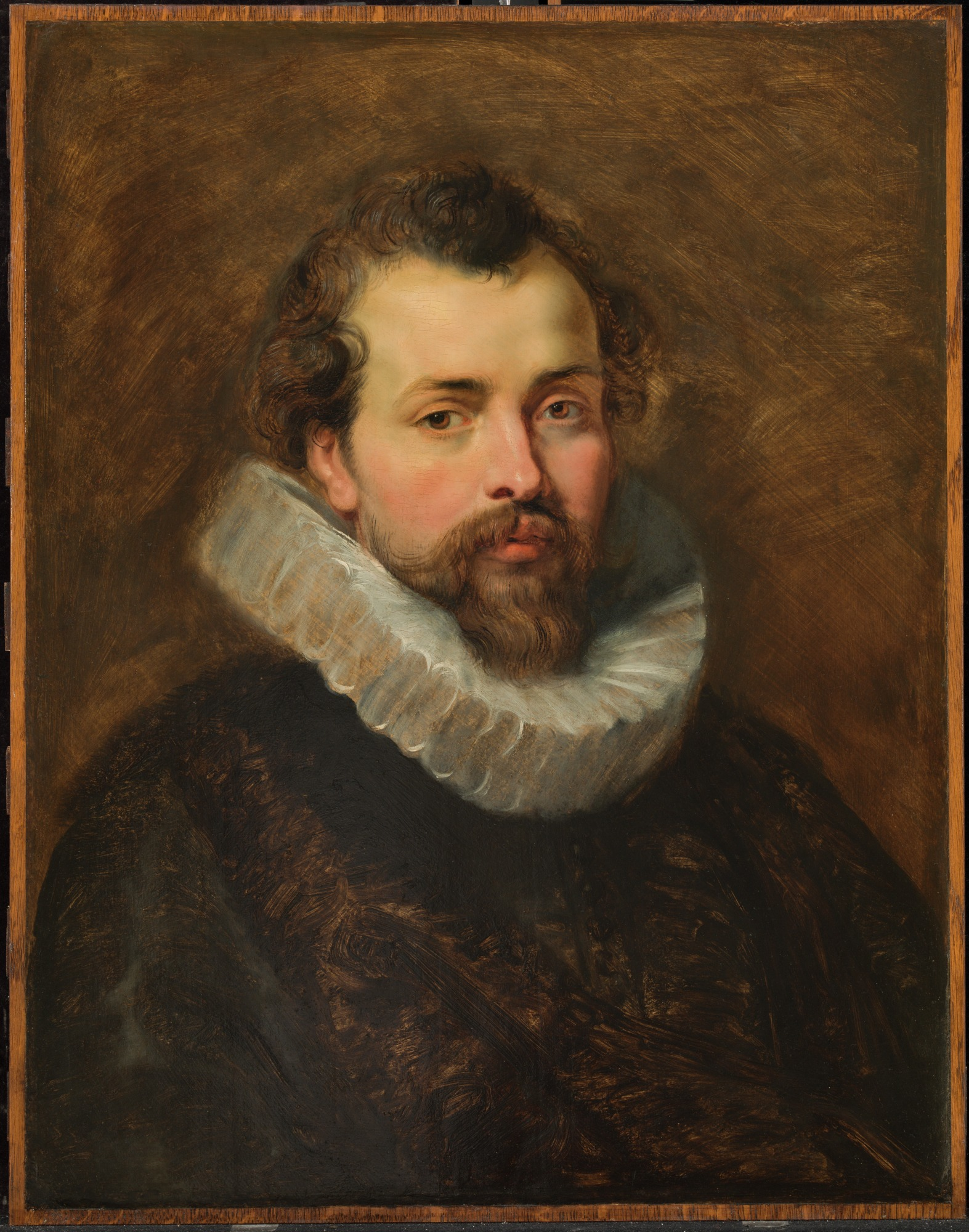
ルーベンス『画家の兄フィリップ・ルーベンス』 (1611年)、デトロイト美術館